# 天ツ風 〜傀儡陣風帖〜
『天ツ風 〜傀儡陣風帖〜』（あまつかぜ くぐつじんぷうちょう）は、2008年8月29日にninetailから発売された18禁忍者活劇シミュレーションカードバトルゲームである。『オゲレツ大百科』から続くマシーナクロニクルの第四作目にあたる。

## 概要
2006年に発売されたninetailブランド一作目の『機械仕掛けのイヴ』（以下イヴと略す）は好評で、製作スタッフの予想をはるかに超えた量（West Visionブランドで発売した他作品の10～20倍）のアンケートハガキが返送されてきた。そのハガキの回答の中で、次回作に期待していることの多くが、「ゲーム性」、「良いシナリオ」、「燃えるバトル」、「キャラ萌え」であった。当時すでに『VenusBlood』を製作中でこれがninetailブランドの二作目になる可能性もあったのだが、新たに獲得した『West Vision系とは違うライト・燃えユーザー層』に凌辱系のゲームが受け入れられるかどうか分からず、またアンケートでの意見を作風に生かして作るべきとの結果に至り、新たに姉妹ブランドを立ち上げそこからの発売となった。
二作目は和風忍者物と決まり、制作が始まった。イヴで好評だったカードバトルを更に発展させ、シナリオはコミカルさを減らしシリアスにし、燃えバトルをパワーアップさせた。開発当初は2vs2のチームバトルやトレーディングカードゲームによくある伏せカードやマジック・トラップカードなど新たな要素をカードバトルにプラスしようかと考えていた。しかし、イヴのカードバトルの完成度が予想以上に高く、より面白く改変することができなかった。最終的には純粋なバージョンアップで行くことに決まり、前述のアイデアからは「メンバーチェンジ」や「総攻撃」など新たなアイデアが生まれた。
『天ツ風』では全部で52曲のBGMが使用され、そのうち半数の27曲がバトルBGMである。これほど多くのBGMが使われているのは、監督のけ～まるが『ファイナルファンタジー』・『ロマンシング サ・ガ』といったRPGのバトルBGMや、対戦型格闘ゲーム『ストリートファイターII』・『ドラゴンボールZ 超武闘伝』のステージBGMなどの影響を大きく受けているからである。「バトルするキャラがいるなら、そのキャラとの対戦曲はそのキャラのテーマBGMであるべき！」と30人近くのキャラクターにそれぞれ曲を作ったため、すべてのBGMを合わせると50曲以上になったのである。
前述のアンケートハガキにはさまざまな意見が書かれていたのだが、その中の一つに「アクションシーンの演出力が不足している」というものがあった。イヴでは立ち絵をいろいろ動かして頑張ってはいたものの、止め絵で表現できることには限界があった。そこで『天ツ風』ではアクション専用の立ち絵を用意し、忍者らしい機敏な動きとスピード感を演出した。しゃがむ、飛ぶ、横ダッシュ、刀を振りかぶる、手裏剣を投げる、などさまざまな動きをつけ、投げた手裏剣も外れれば背景に刺さり、大きく動けば画面からもはみ出した。体験版でも使われるであろう序章を気合を入れて作っていたのだが、50クリック程度（5分程度で終わる量）のシーンの演出だけで30時間近くもかかってしまい、全ての演出の作業時間を合わせると通常のアドベンチャーゲーム10作品分にもなった。その分他のメーカーが作った忍者物のエロゲーでは見られないような剣戟シーンとなった。
本作はイヴ以上にやり込み要素の強いゲームとなった。ミッションモードの制覇にサバイバルモードの勝ち抜き、全キャラクターのレベル上げや購入アイテムのフルコンプリートなどすべてをクリアするには少なくとも120時間以上はかかるとされる。今回もイヴと同様に体験版・製品版共にハイスコアコンテストが行われ、トッププレイヤーは理論上出すことのできるほぼ最高値のダメージを叩き出し、上位5名のスコアの差は1%以下であった。
美少女ゲームアワード2008 プログラム賞『銀賞』 受賞。

## ストーリー
東間国城主の忘れ形見、紗代姫は父の死の真相を探るため、東間国を狙う隣国、浅賀国への調査を代々仕える忍び霞谷衆に命じる。しかし命を受けた矢代陣馬は浅賀の放った忍集団冥極党の襲撃により撤退を余儀なくされ、更に冥極党によって霞谷の里は壊滅させられてしまう。
生き残った陣馬は残った僅かな仲間と共に新たな忍び集団山吹組を結成し、浅賀と外法妖術を極めた冥極党を倒すために、静かに暗闘を始めるのだった。

## 登場キャラクター

### 東間国

#### 霞谷衆
矢代 陣馬（やしろ じんま）
声：水上圭
『韋駄天の陣馬』。本作の主人公。霞谷で生まれ育ち、矢代一族に伝わる体術『韋駄天』を会得した上忍。整った顔立ちをし、武芸に優れ、様々な兵法にも通じる実力者。霞谷の里が壊滅してからは紗代姫の下で生き残りの忍び達と共に『山吹組』を結成し、組頭として仲間達を率いていく。「前作の主人公雅也が裏方だったから、次作では戦うカッコいい主人公を！」と作られたキャラクター。カードバトルでのみ音声がついている。
室鷲 那爪（むろわし なつめ）
声：風音
『殺弦術の那爪』。霞谷頭領である室鷲幻左衛門の一人娘で、鉄をも断ち切る鋼糸を操る『殺弦術』を得意とするくノ一。気が強く男勝りな性格。
水無月 夕凪（みなづき ゆうなぎ）
声：かわしまりの
『水鏡の夕凪』霞谷上忍衆のくノ一。水を使った幻惑術に秀で、薬術や房中術をも得意とする。仲間の忍びからは姉のように慕われている。自身の初任務の際、陣馬の父空馬に命を救われ、空馬がその際の負傷が原因で命を落とした為、陣馬に忠実に仕えている。
九鬼 朱火（くき あけび）
声：みる
『遠当ての朱火』火器・銃器の扱いに長けた霞谷の上忍候補。小さな頃から眼が良く火縄銃での射撃術を得意とするが、体躯は小さく非力。年歳が近いこともあり、紗代姫の護衛として側に居る時間が長く仲がいい。
近藤 喜兵太（こんどう きへいた）
声：水上圭
諜報や補給など裏方を担当する陽忍。
室鷲 幻左衛門（むろわし げんざえもん）
声：伝ェ門
陣馬たちが属する霞谷衆の頭領。蜃気楼の術で霞谷の里を外敵から守り続けている。かつての任務で視力を失いながらも絶大な信頼を寄せられる。
九鬼 朱丸（くき あけまる）
声：藤田恵一
朱火の父親で、霞谷の武器・忍具を製作する工匠。両親を亡くした陣馬のことを気にかけ、それとなく見守っている。おてんばで突飛な発明品を作り出す娘には手を焼く。

#### 望月家
望月 紗代（もちづき さよ）
声：芹園みや
東間国の現当主にして陣馬が仕える主君。龍の血と力を受け継いだ異能の姫君。父・望月秀光の急逝によって家督を継ぎ、国を背負って立つことになる。国を愛し民を愛し、また誰からも慕われ敬われる存在。
穴井 半兵衛（あない はんべえ）
声：藤田恵一
望月家に仕える最古参の家老。紗代を小さな頃から見守り続け、肉親とも変わらぬ情を持ち仕えている。紗代姫を犠牲にしての講和を一切認めない『抗戦派』筆頭。
百沢 弥七郎（ももさわ やしちろう）
声：伝ェ門
望月家に仕える家臣。浅賀との和睦を模索する『講和派』筆頭。
松鯉 丈太夫（まつこい じょうだゆう）
声：錫宮那由太
東間一の豪商『松鯉屋』の店主。浅賀出の婿入り当主で、抜群の商才でわずか一代にして松鯉屋を東間一へと押し上げたやり手。

### 冥極党
白夜（びゃくや）
声：深井晴花
冥極党外法七人衆筆頭 『黄泉傀儡の白夜』
古今東西のあらゆる秘術・外法に通じた巫女。かつての英雄復活のため冥極党を結成し、浅賀の裏で暗躍する。死者を操り傀儡とする外法使い。
玉梓（たまずさ）
白夜が朝廷に仕える裏近衛であった頃の名。有能で天帝からの信も厚かったが、焔王鬼に心酔し愛するようになり朝廷を裏切る。
林崎 翠蓮（はやしざき すいれん）
声：榎津まお
冥極党外法七人衆序列二位 『深緑の翠蓮』
妖樹の森で白夜に拾われた少女。冥極党の中でも数少ない常識人。神崎流の抜刀術を修め、異能の力と剣技を巧みに使い分ける剣士。冥極党結成以前から一緒にいる深鷺を妹のように思っている。
未草（みぐさ）
翠蓮に施されていた封印が解かれ現れた異能の人格。好戦的で粗暴で野卑。性格・戦術共に翠蓮とは全くの正反対。
弥勒 影斎（みろく えいさい）
声：平野響子
冥極党外法七人衆序列三位 『式影の弥勒』
一子相伝の『式影』術の継承者。術をより完全にすることを生きる目的とし、その戦いの場として冥極党を選ぶ。弥勒影斎という名は古くから知られ、おとぎ話や伝説の類として語られている。
敷浪 道眼（しきなみ どうげん）
声：錫宮那由太
冥極党外法七人衆序列四位 『魔眼の道眼』
瞳術・幻惑術での撹乱戦を得意とする外法剣士。色鮮やかな着物を好むナルシストであり、好色家でもある。登場する男性キャラクターの中で最も人気が高い。
業鬼（ぎょうき）
声：星一人
冥極党外法七人衆序列五位 『蟲飼いの業鬼』
体内に無数の蟲を飼い、驚異的な回復力を誇る虚無僧。自身の術の強化の為に龍の血を引く者を探しており冥極党に合流したのもそれが理由。
刑部 破軍（おさかべ はぐん）
声：星一人
冥極党外法七人衆序列六位 『剛身の破軍』
自身の体を鉄と化する『剛身の術』での肉弾戦を得意とする巨漢。元は山賊団の頭であったが白夜に誘われ冥極党に合流する。暴れ、犯し、殺すことを何よりも楽しむ。
深鷺（みさぎ）
声：咲ゆたか
冥極党外法七人衆序列七位 『獣群の深鷺』
猟師の父に捨てられ、山中をさまよっていたところを白夜に保護された少女。獣と意思の疎通ができる異能の能力者。家族同然の白夜の為だけに戦い、信頼に応えることを存在意義とする。
黒雷（こくらい）
深鷺に付き従う忍犬。深鷺に対して絶対の忠誠を誓い、互いに信頼しあっている。約300キロの巨体とそれに見合わぬ俊敏さを持つ魔犬。
さくら
声：みわ梢子
冥極党 百舌衆に属するくノ一。
焔王鬼（えんおうき）
声：水上圭
武神の域にまで達する武力と異能を御する力『斬神』を併せ持つ古の英雄。朝廷家の出でありながら天帝による支配体制に反発し、異能者たちを守る戦いに身を投じる。玉梓の裏切りによって全土を巻き込む大乱となるも朝廷軍との戦いに敗北。死してもなお焔王鬼の意思は怨念として残り、朝廷によって封印され歴史上からも抹消される。

### 浅賀国
芦屋 辰由（あしや たつよし）
声：藤田恵一
東間の隣国、浅賀国の領主。肥沃な広原を有する東間国を狙う。

### 朝廷
風愛（ふうあ）
声：平野響子
帝都の宮城で知り合った少女。雰囲気や服装などに高貴さを感じさせる。
源 譲葉（みなもとの ゆずりは）
声：茶谷やすら
天帝を警護する『天帝近衛衆』の筆頭。武術・呪術共に精通し、異能者との戦闘経験もある戦巫女。堅物だが面倒見はいい。

## スタッフ
- 監督・ゲームデザイン：け～まる
- 世界観設定：あくまっこ、鬼影姚二
- シナリオ：鬼影姚二、あくまっこ
- 原画：トシゾー、丹下ゲンタ、黒崎寛哉
- サウンド：山本秀樹（ビーツー）、埼玉最終兵器、mc.tom
- 広報：ツギノミヤ（デザインも兼任）、粗ガー
  - 前編主題歌『天尽風（あまつかぜ）』
    - 作詞：tomsan・あくまっこ、作曲・編曲：mc.tom、歌：黒崎朔夜

  - 後編主題歌『例えるなら、美しく残酷な華』
    - 作詞：あきらるりの・諸田英司DD、作曲：諸田英司DD、歌：re-in.Carnation∞YURIA

  - エンディング主題歌『想歌（おもいうた）』
    - 作詞：tomsan・鬼影姚二、作曲・編曲：mc.tom、歌：Chai*

## 関連商品
- 天ツ風 ～傀儡陣風帖～ オリジナルサウンドトラック
  - 2008年11月21日発売、AlchemySOUND、ALCR-108
    - 諸事情により後編主題歌は収録されていない。[20]
- ナインテイル ボーカルコレクション
  - 2009年12月11日発売、ARIEL WAVE、NST-01
- 月のキヲク ～lunatication～ / re-in.Carnation∞YURIA
  - 2008年1月17日発売、ベルウッド・レコード、BZCS-1052